# Каовичит, Денкаосан
Каовичит, Денкаосан ( тайск. เด่นเก้าแสน เก้าวิชิต, англ. Denkaosan Kaovichit; род. 23 августа 1976, Самуй, Таиланд) — тайский профессиональный боксёр, выступающий во второй легчайшей весовой категории. Чемпион мира по версии WBA, 2008—2010, временный чемпион мира по версии WBA, 2013—2014.

## Профессиональная карьера
Денкаосан дебютировал на профессиональном ринге в ноябре 1996 года с 12-раундового титульного поединка, и завоевал в первом бою титул чемпиона Азии по версии PABA. Провёл 20 победных поединков, 19 из которых за титул PABA, и в 21-м бою встретился с чемпионом мира, пуэрториканцем, Эриком Морелем. Морель нокаутировал Денкаосана в 11-м раунде и нанёс ему первое поражение в профессиональной карьере.
В 2004 году Денкаосан снова завоевал титул чемпиона Азии по версии PABA. В ноябре 2007 года Каовичит встретился с чемпионом мира, японцем, Такэфуми Саката. Поединок завершился вничью.
31 декабря 2008 года состоялся реванш Каовичита Денкаосана с Такэфуми Саката. Во втором поединке Каовичит нокаутировал Такэфуми, и завоевал титул чемпиона мира по версии WBA, во втором легчайшем весе.
6 октября 2009 года Такэфуми близким решением победил японца, Даики Камеду, но в следующем поединке проиграл реванш по очкам Камеде, и потерял чемпионский титул.
2 октября 2010 года неожиданно проиграл нокаутом в первом раунде панамцу Луису Консепсьону, в бою за временный титул чемпиона мира. Затем в очередной раз завоевал азиатский титул по версии PABA, и в 2013 году завоевал временный титул чемпиона мира, победив по очкам японца Нобуо Наширо.
В марте 2014 года в бою за полноценный чемпионский титул, проиграл бой нокаутом японцу, Кохеи Коно.